# Domènec Sugrañes i Gras
Domènec Sugrañes (també escrit Sugranyes) i Gras (Reus, 12 de desembre de 1878 - Barcelona, 9 d'agost de 1938) fou un arquitecte modernista i noucentista que col·laborà en diverses obres d'Antoni Gaudí i el succeí com a arquitecte del temple de la Sagrada Família, ocupant aquest càrrec entre 1926 i 1936.

## Biografia
Domènec Sugrañes va néixer a Reus l'any 1878, en una casa del número 2 del carrer de les Galanes, actualment desapareguda, fill de Domènec Sugrañes Gassol i Maria Gras Fortuny, els quals regentaven una confiteria anomenada El Globo. Va fer el batxillerat a l'Institut de Reus, ubicat a l'antic convent franciscà, on va obtenir el títol el juny de 1894. A Reus col·laborà en diverses publicacions periòdiques, com ara Lo Ventall, Lo Somatent, la Revista del Centre de Lectura, El Heraldo de Reus i Pàtria Nova. Va marxar a Barcelona amb una beca municipal, i començà a estudiar per enginyer de camins, però després va ingressar a l'Escola d'Arquitectura
La relació entre Domènec Sugrañes i Gaudí es va iniciar el 1905 quan Domènec cursava l'últim curs d'arquitectura a Barcelona. Per a poder-se pagar els seus estudis, va treballar primer amb l'arquitecte Joan Pons i Traval i després amb Gaudí, col·laborant com auxiliar en moltes d'obres de l'arquitecte modernista. Sol·licità i obtingué el títol d'arquitecte l'any 1912.
A Salou va dissenyar diverses cases a primera línia de mar, usant motius modernistes, com la casa Marisol/Solimar, la casa Loperena, i la casa Bonet, amb molt trencadís, entre d'altres. La Casa Bonet, un dels primers xalets construïts davant de la platja, fou encarregada a Sugrañes per l'empresari reusenc Ciríac Bonet cap a l'any 1918, en uns terrenys on només hi havia alguns horts.
En 1923 va projectar el primer aixecat a Espanya amb formigó armat, l'Edifici Mas de Miquel, a l'avinguda Diagonal 520 de Barcelona, que es va acabar en 1927.
Treballà amb Gaudí als edificis de la Casa Milà (la Pedrera), la finca Miralles i la torre Bellesguard, que el 1917 va completar amb l'aiguamans del vestíbul, la casa dels masovers i el dibuix dels bancs de mosaic. La principal col·laboració de Sugrañes amb Gaudí fou al Temple de la Sagrada Família, on el va succeir en la direcció de les obres, l'any 1926, a la defunció de Gaudí. Sugrañes va establir una relació molt propera amb Gaudí, fins al punt que aquest el va designar com a executor del seu testament. Quan Gaudí morí atropellat per un tramvia en la tarda del 7 de juny de 1926, els vigilants del temple notificaren l'absència al domicili de Sugrañes, on s'organitzà la cerca.
Sugrañes fou director de les obres del temple de la Sagrada Família durant 10 anys, des de la mort de Gaudí fins al 20 de juliol de 1936, quan l'esclat de la guerra civil espanyola (1936-1939) va fer que intencionadament es cremés el taller que Gaudí havia usat al temple i quedaren destruïts els valuosos documents i plànols. Aquest fet afectà molt profundament Sugrañes, qui va morir dos anys després, el 9 d'agost de 1938. Morí desesperat, creient que no quedaven traces dels plans de Gaudí.
A Salou actualment hi ha un carrer i un passatge anomenats en honor seu. També, a Reus, a la Urbanització Gaudí Mar, de la carretera de Salou. A Reus li van dedicar una placa el 12 de desembre de 2003, en ocasió del 125è aniversari del seu naixement.
Un germà seu, Màrius Sugrañes, també arquitecte, emigrà a París on va fer de tastador de vins. El seu fill Ramon Sugranyes i de Franch fou un dirigent catòlic i professor català, auditor laic del Concili del Vaticà II.
Va ser l'autor del Tratado completo teórico y práctico de arquitectura y construcción modernas. Barcelona; Buenos Aires: Bordoy, [1916?], en 3 volums.

## Obres

### Barcelona
- Amb l'arquitecte Ignasi Mas i Morell va col·laborar en l'ampliació de la plaça de toros Monumental (1915-1916).[7][8]
- Casa Sivatte, al Passeig de Gràcia, 72 (1914).[9]
- Casa d'Ermenegild Miralles, al passeig Manuel Girona, amb forma de barraca valenciana (1919).[10]
- Edificis del carrer de Balmes 107-109 (1922).[11]
- Edifici Mas de Miquel, a l'avinguda Diagonal 520 de Barcelona, el primer aixecat a Espanya amb formigó armat, construït entre 1923 i 1927.[4]
- Col·legi dels Escolapis del carrer de Balmes (1928).
- Casa B. Mas de Miquel, antic Hotel Diagonal Tuset, a la Diagonal 516-524 (cantonada Tuset) (1929).[10]
- Edificis del carrer Muntaner 193 i Londres 88-90 (1932).
- Edifici del carrer Muntaner 147 i Rosselló 142 (1928).

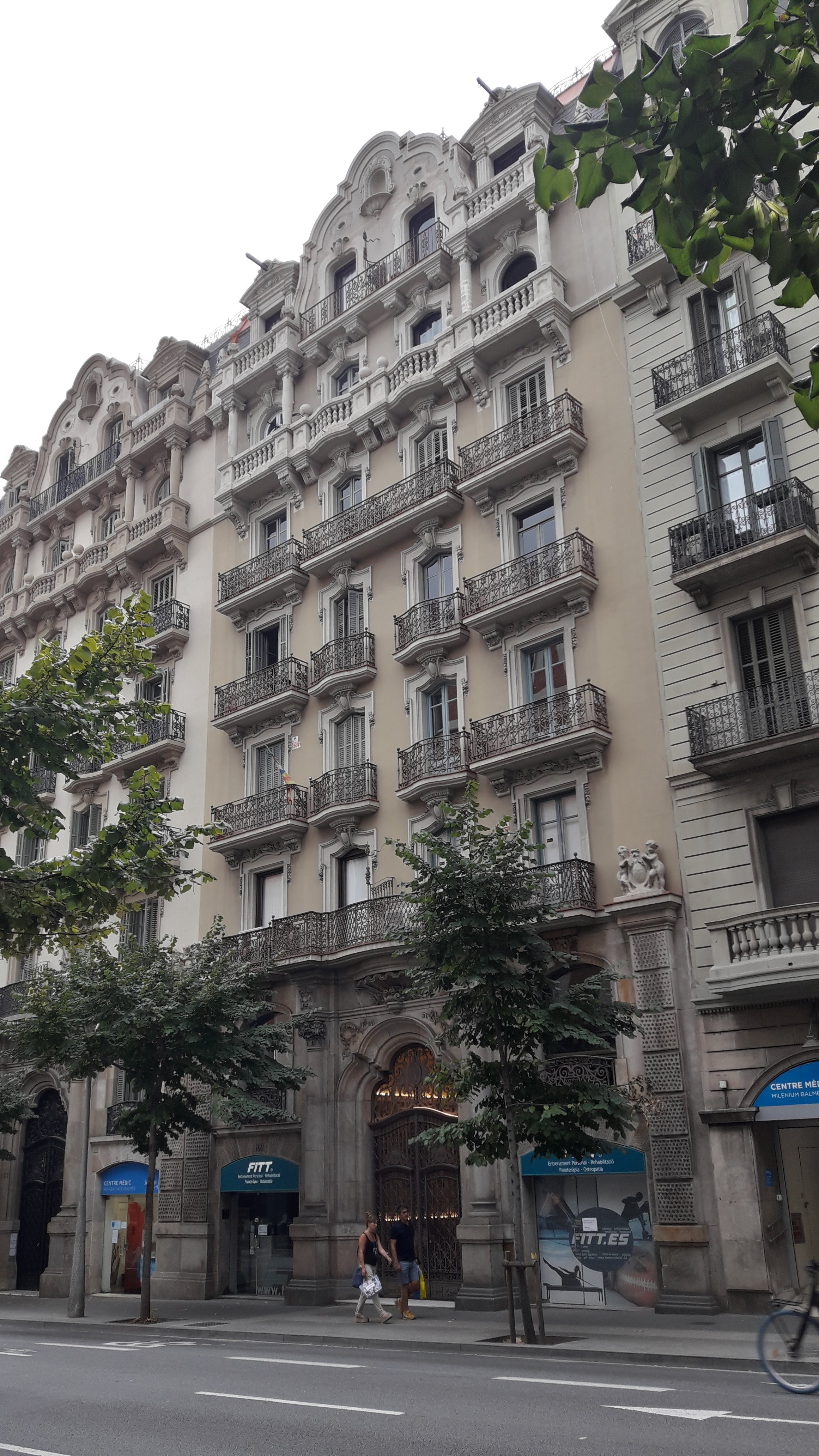
Balmes 107-109
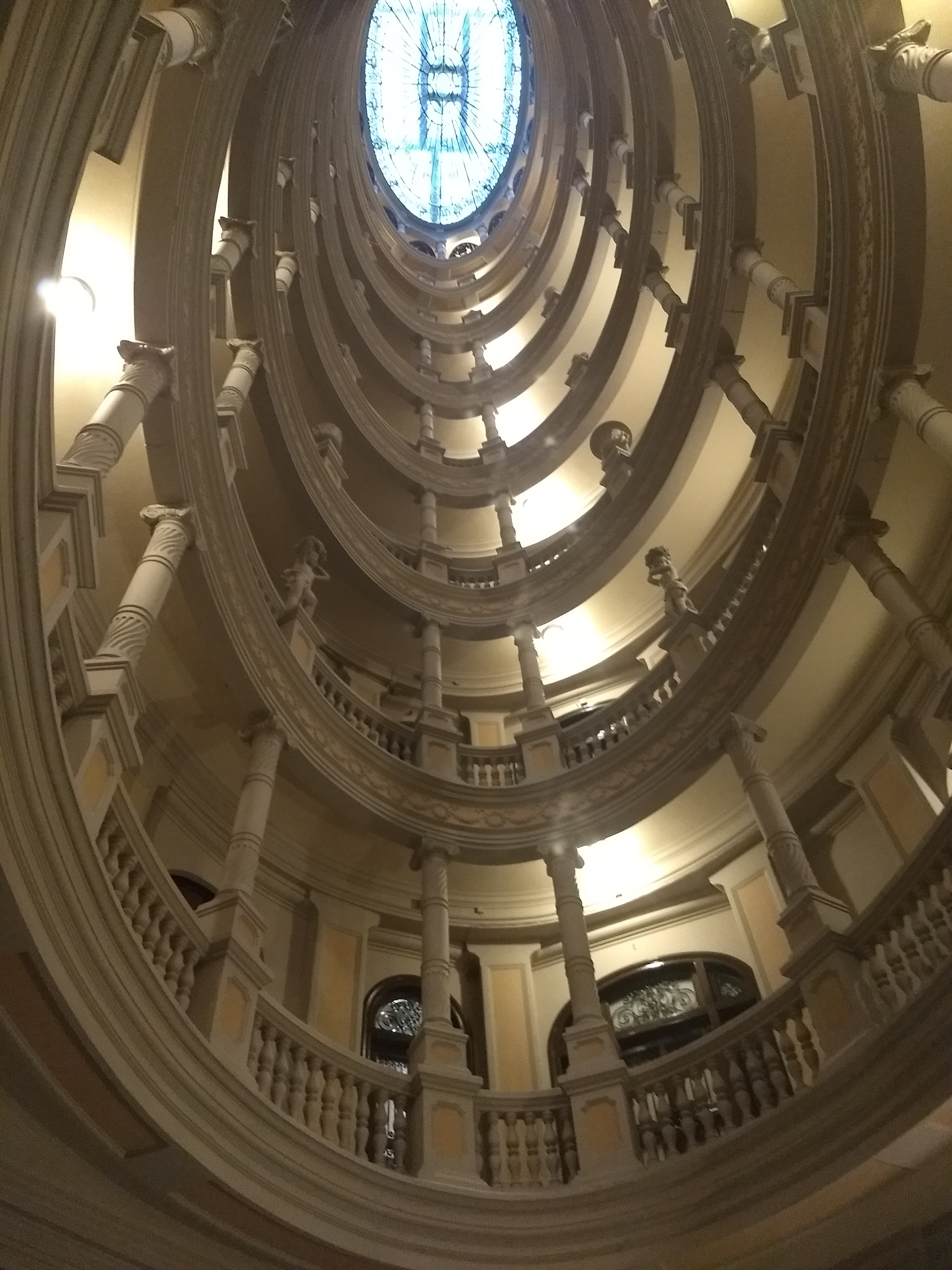
Casa B Mas de Miquel

### Resta de Catalunya
- Casa Bonet, a Salou (1918).[3]
- Font modernista de Mollet del Vallès (1921)[12]
- Torre Loperena, a Salou (1924).[10]
- Casa Verd i Blau a Cambrils.[10]
- Mas del Llevat (1924) i la reforma de la Casa Pellicer, a Reus (1919).[10][13]
- Apartaments Sol i mar, a Salou (1925).[10]
- Xalet de les Airasses, refugi de muntanya a la Mussara (1926).[14]
- Refugi Ciríac Bonet a Siurana (1934).[15]
- Escola Pública Marquès de la Pobla, a Capellades (1931).[16]

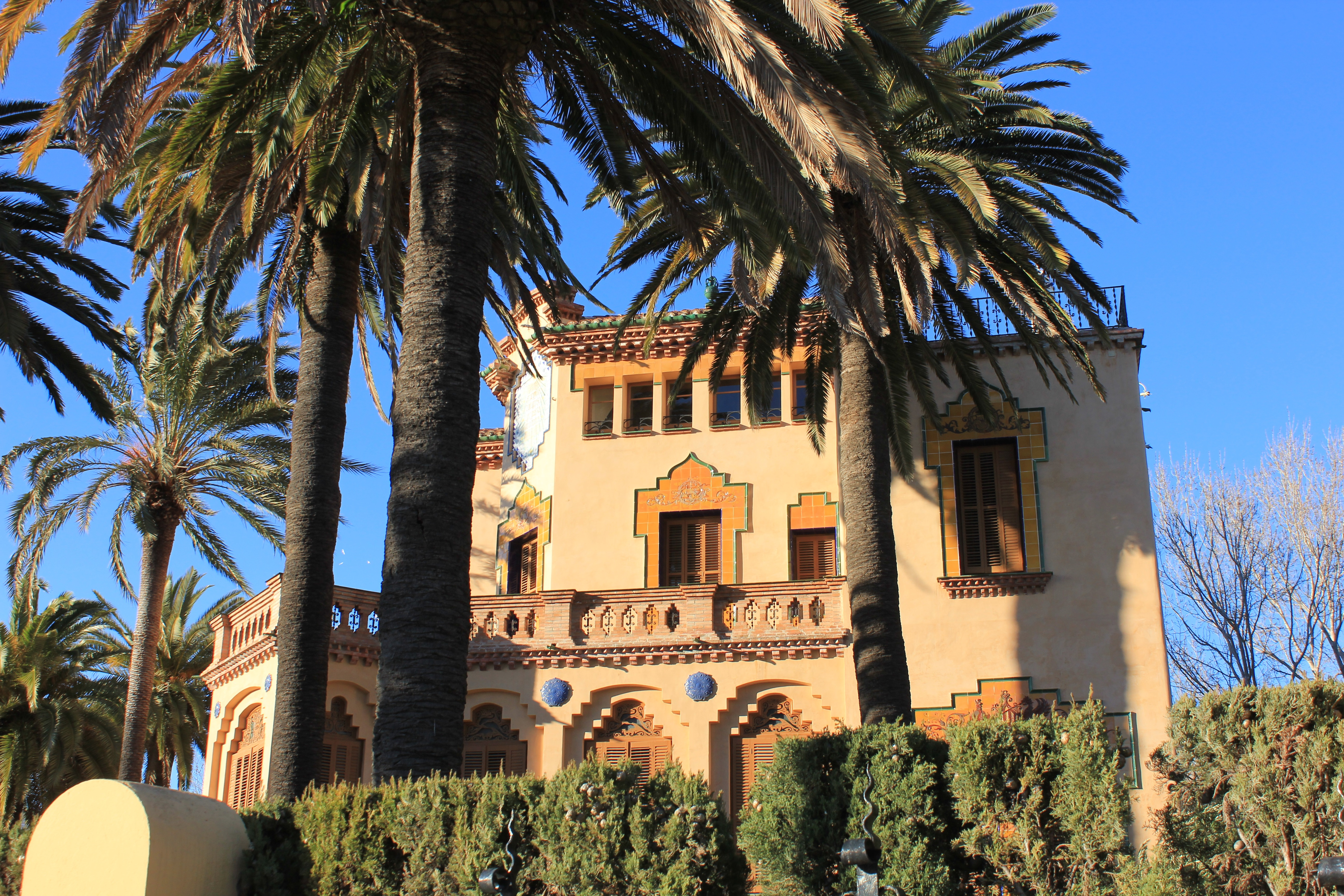
Casa Bonet
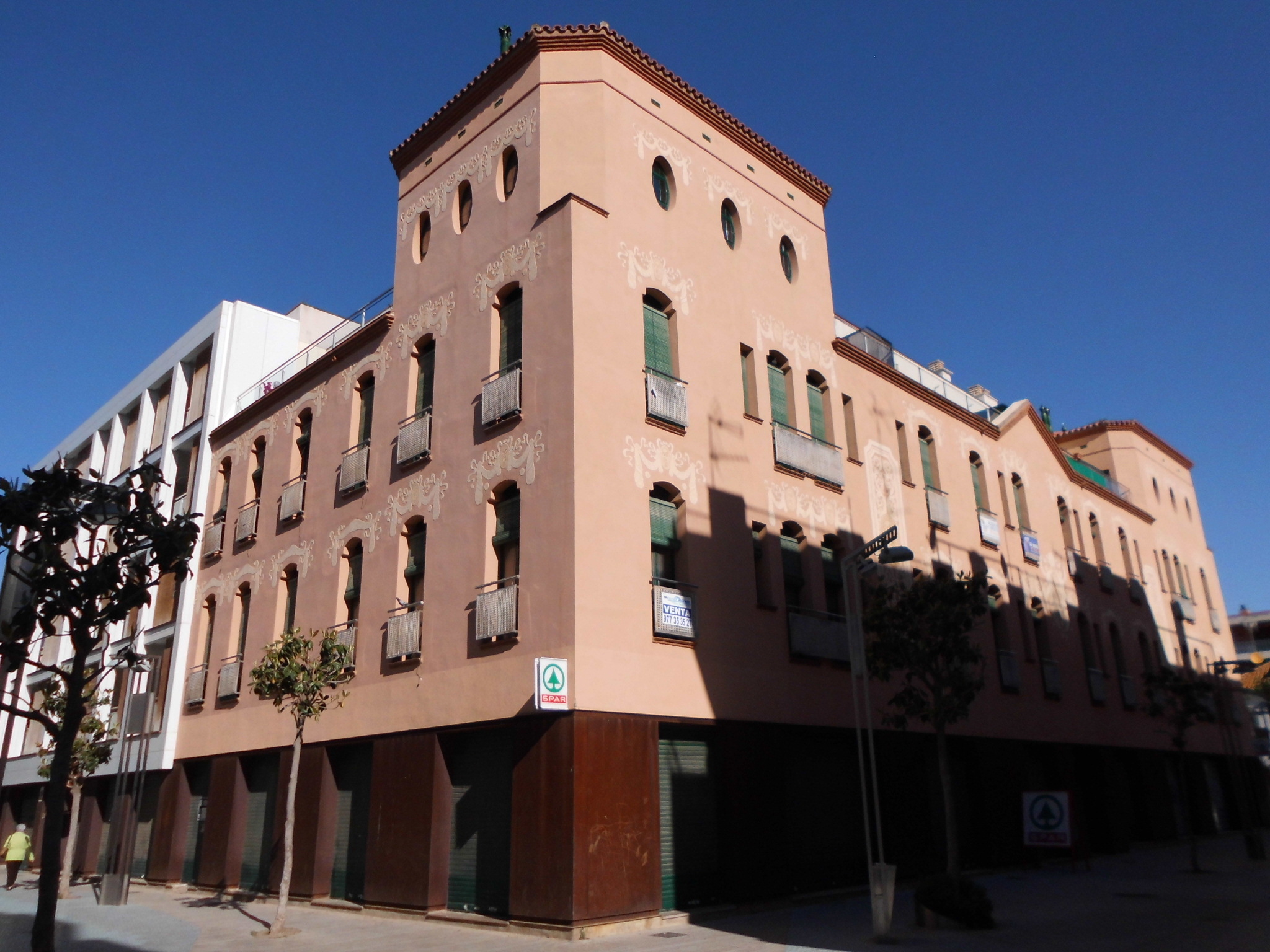
Apartaments Sol i Mar
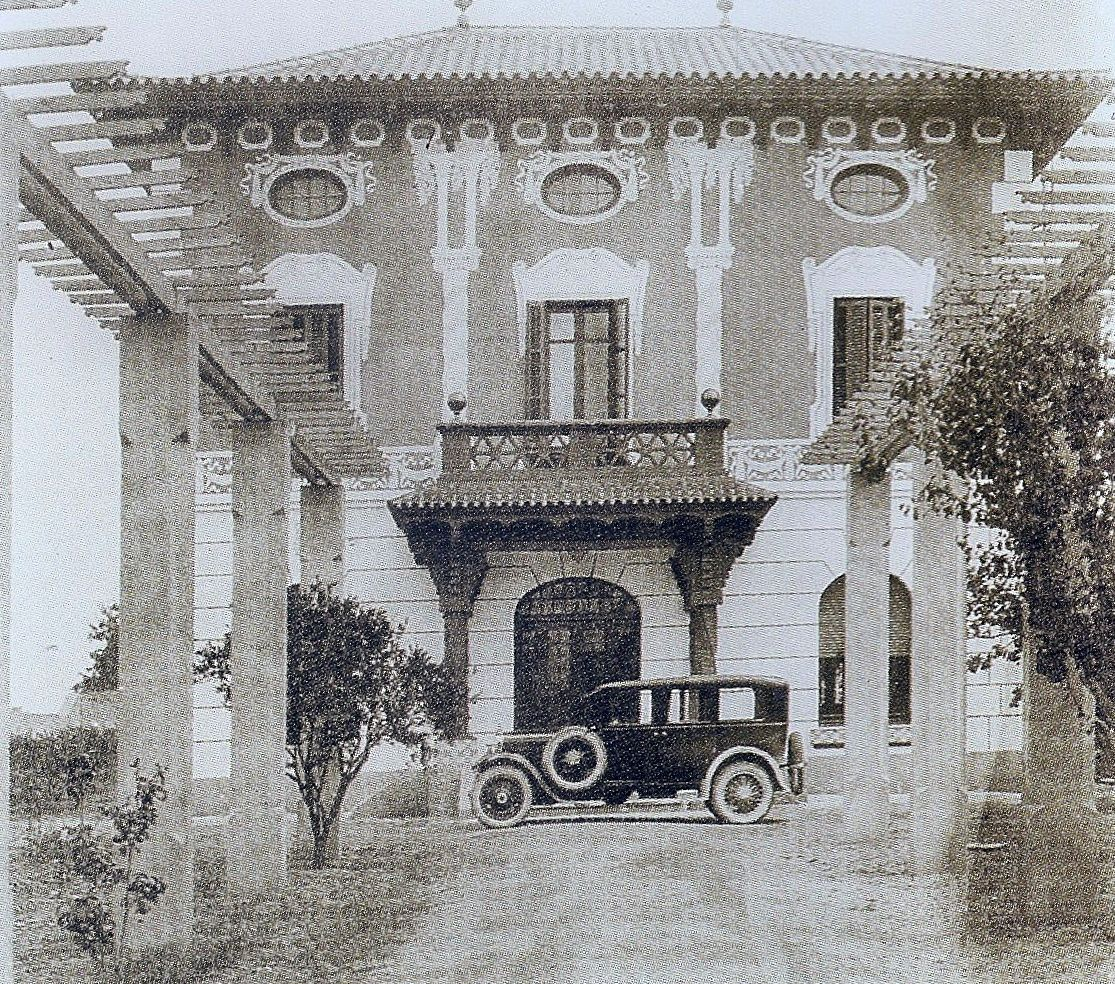
Mas del Llevat
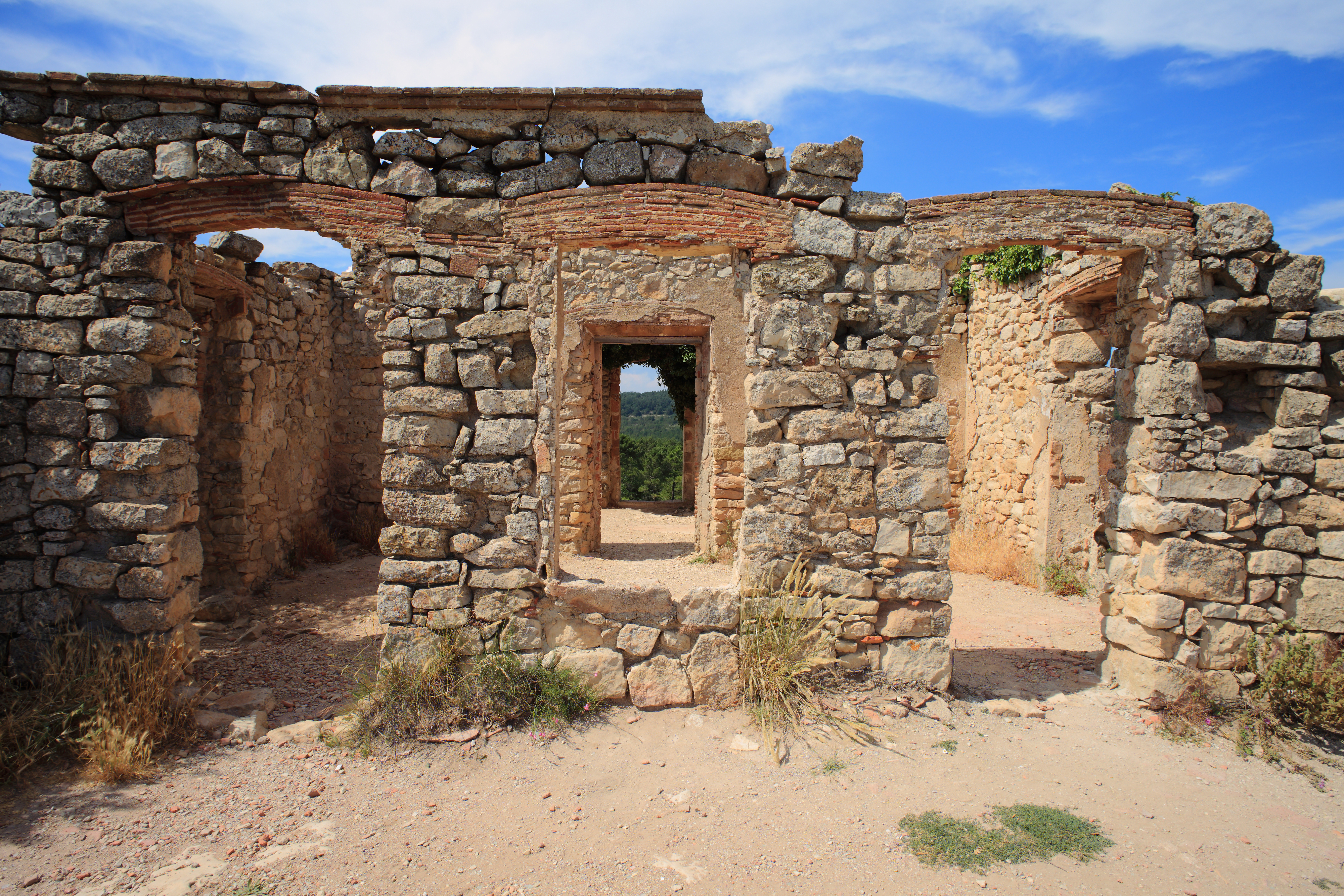
Xalet de les Airasses (en ruïnes)
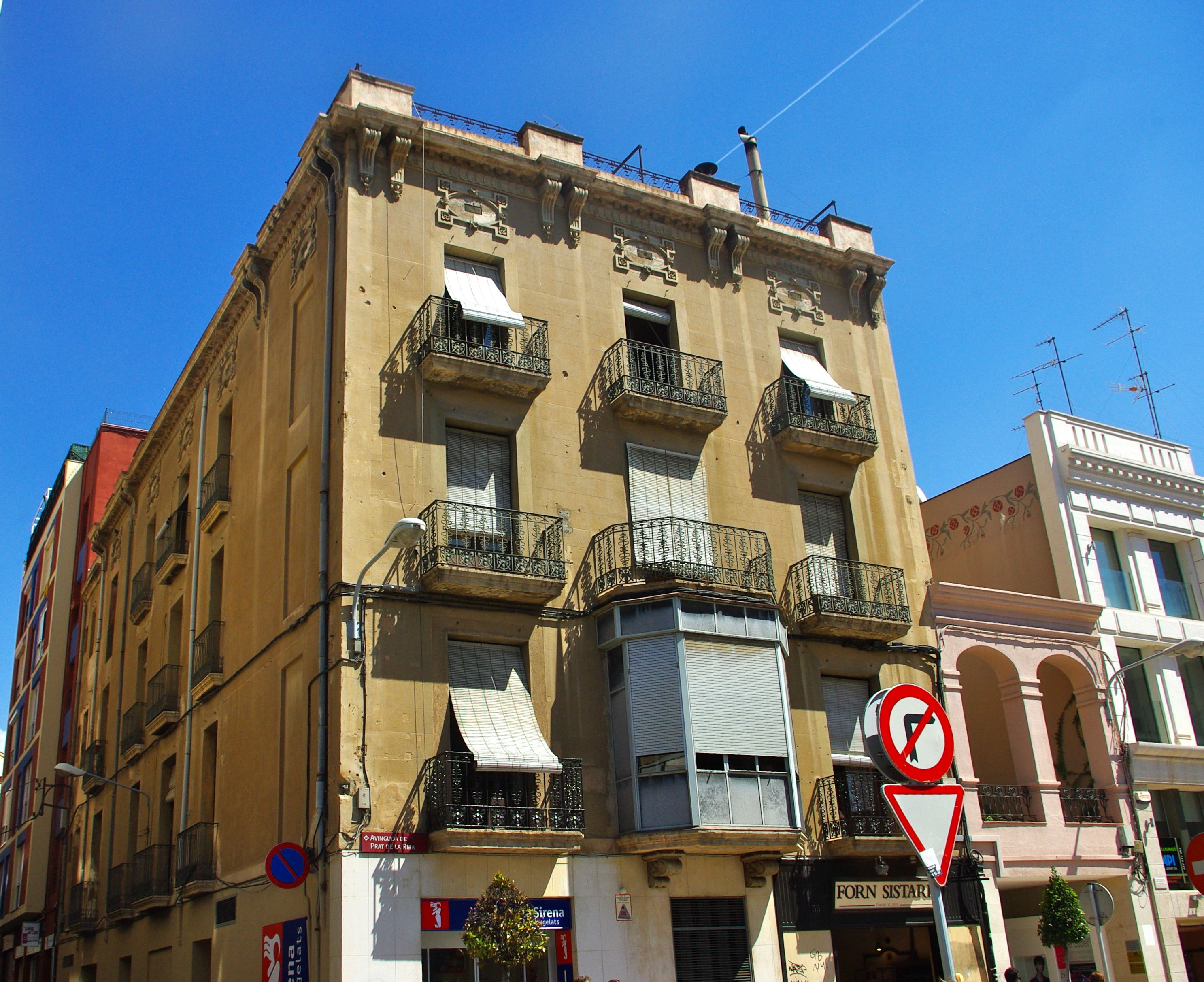
Casa Pellicer